# Tephritis macula
Tephritis macula är en tvåvingeart som först beskrevs av Fabricius 1805.  Tephritis macula ingår i släktet Tephritis och familjen fläckflugor. Inga underarter finns listade i Catalogue of Life.